# Magnus Pehrsson
Pour les articles homonymes, voir Pehrsson.
Magnus Pehrsson, né le 25 mai 1976 à Lidingö en Suède, est un footballeur suédois, devenu entraîneur à l'issue de sa carrière, qui évoluait au poste de milieu de terrain.

## Biographie

### Carrière de joueur
Magnus Pehrsson dispute un match en Coupe Intertoto,.

### Carrière d'entraîneur
Le 5 décembre 2013, il est confirmé comme étant le nouveau sélectionneur de l'équipe d'Estonie.

## Palmarès

### En tant que joueur
- Avec le Djurgårdens IF
  - Champion de Suède en 2002
  - Champion de Suède de D2 en 1994 et 2000

### En tant qu'entraîneur
- Avec le Malmö FF
  - Champion de Suède en 2017